# Here I Stand (Lied)
Here I Stand (englisch für „Hier stehe ich“) ist ein englischsprachiger Popsong, der vom nordmazedonisch-bulgarischen Sänger Vasil Garvanliev getextet und mit Davor Jordanovski und Borce Kuzmanovski komponiert wurde. Mit diesem Titel vertrat Garvanliev Nordmazedonien beim Eurovision Song Contest 2021 in Rotterdam.

## Hintergrund und Produktion
Erst im Januar 2021 kündigte die nordmazedonische Rundfunkanstalt Makedonska Radio-Televizija an, dass Garvanliev Nordmazedonien beim kommenden Eurovision Song Contest vertreten werde, nachdem die Ausgabe 2020 aufgrund der fortschreitenden COVID-19-Pandemie abgesagt werden musste. Der Sänger war bereits als Begleitsänger am nordmazedonischen ESC-Beitrag von 2019, Proud beteiligt.
Der Text stammt von Garvanliev, die Musik komponierte und arrangierte er mit Borce Kuzmanovski und Davor Jordanovski. Letzterer produzierte den Titel auch. Die Choraufnahmen entstanden in den Vereinigten Staaten durch ehemalige Mitglieder des Kinderchors von Chicago. Der Titel wurde mit einem Symphonieorchester in den Fames-Studios in Skopje aufgenommen.

## Musik und Text
Here I Stand sei von Garvanliev „in einem Atemzug“ bereits im Jahr zuvor geschrieben worden, ohne genaues Ziel oder Fokus. Dies sei während einer von Chaos und Enttäuschungen geprägten Zeit geschehen, in der er seinen Emotionen freien Lauf gelassen habe. Zu Anfang des Titels wird der Sänger lediglich von Klavier und Streichern begleitet, die zum Ende des Refrains staccato gespielt werden. Zur zweiten Wiederholung des Refrains setzt die Perkussion ein, die zu Beginn der Bridge wieder reduziert wird. Bis zum Outro singt Garvanliev gemeinsam mit dem Begleitchor. Noch während der zweiten Wiederholung des Refrains findet eine Rückung statt. Die Zeile „They don’t try to break us“ wird dann in C-Dur, anstatt wie zuvor in A-Dur eingeleitet.

## Beim Eurovision Song Contest
Die Europäische Rundfunkunion kündigte am 17. November 2020 an, dass die ausgeloste Startreihenfolge für den 2020 abgesagten Eurovision Song Contest beibehalten werde. Nordmazedonien trat somit in der ersten Hälfte des ersten Halbfinale am 18. Mai 2021 an. Am 30. März gab der Ausrichter bekannt, dass Nordmazedonien die Startnummer 6 erhalten hat. Das Land schied jedoch bereits im Halbfinale aus und konnte sich somit nicht für das Finale qualifizieren.

## Veröffentlichung und Musikvideo
Der Titel wurde samt dem ursprünglichen Musikvideo am 11. März 2021 veröffentlicht. Bereits am 14. März erschien eine überarbeitete Version des Musikvideos (siehe Abschnitt Rezeption).

## Rezeption

### Politische Kontroverse
Das in der nordmazedonischen Staatsgalerie Daut-Pascha-Hamam gefilmte und am 11. März 2021 veröffentlichte Musikvideo zum Here I Stand löste eine heftige Diskussion um eines der gezeigten Kunstwerke aus, das an die bulgarischen Landesfarben weiß, grün und rot erinnert. Dabei handelte es sich um ein Kunstwerk, welches dem Turiner Grabtuch nachempfunden ist sowie eine Hommage an Andrei Rubljow ist und nach einer Renovierung, lange vor dem Dreh, falsch aufgehängt worden war. Zusätzlich wurde ein Video aus dem Vorjahr bekannt, in dem der Sänger über seine bulgarischen Wurzeln sprach und dass er bulgarische Vorfahren hat, ein Tabu-Thema in Nordmazedonien. Diese Aussage und das Kunstwerk wurden von der Öffentlichkeit fälschlicherweise als Förderung des Bulgarentums und Beleidigung der nordmazedonischen Identität und Nation wahrgenommen und löste einen Shitstorm über Vasil aus. Auch seine bis dato tabuisierte sexuelle Orientierung machte ihn zur Zielscheibe homophober Attacken. Das Video wurde nur ein paar Tage später auf öffentlichen Druck bearbeitet und ohne das Kunstwerk wieder veröffentlicht.
Am 16. März 2021 nahm der Sänger Stellung und machte deutlich, dass es nie seine Absicht war, jemanden zu verletzen. Der Sender MRT gab am selben Tag bekannt, dass er die Sachlage analysieren werde und die Entscheidungen bald bekanntgeben möchte. Dabei blieb offen, ob das Land über einen Rückzug oder andere Konsequenzen nachdenkt. Parallel wurden Petitionen ins Leben gerufen, welche offiziellen Druck aufbauten und der MRT zum ersteren bewegen sollten. In bulgarischen Medien wurde berichtet, dass Vasil vom nordmazedonischen Staatsschutz bezüglich einer gezielten probulgarischen Propaganda befragt worden sei. Es war das erste Mal, dass ein Vertreter einer ethnischen Minderheit aus Nordmazedonien beim ESC im eigenen Land so angefeindet wurde.
Gleichzeitig stieg auch das öffentliche Interesse in Bulgarien an dem Fall, da er ein weiterer Fall öffentlicher Anfeindungen gegen Personen mit bulgarischen Wurzeln in Nordmazedonien darstellte. So bot am 19. März der bulgarische Sänger und Musikproduzent Slawi Trifonow, Vasil musikalische und finanzielle Unterstützung an. Dafür wurden Trifonow und die Partei Es gibt ein solches Volk von nordmazedonischen Medien klarer anti-nordmazedonischer Positionen bezichtigt.
Am 23. März schaltete sich schließlich das bulgarische Außenministerium ein, bestellte den nordmazedonischen Botschafter und forderte in einer Verbalnote von der nordmazedonischen Regierung die Einhaltung der Minderheitenrechte und im Speziellen die der Bulgaren. Im Laufe des Tages gab schließlich auch der Staatssender MRT bekannt, dass es keine Konsequenzen geben und Vasil das Land beim ESC vertreten werde.

### Musikalische Rezeption
Zum Titel selbst schrieb der deutsche Fanblog ESC Kompakt, Here I Stand sei „objektiv gesehen“ keine schlechte Ballade, jedoch sei der Titel „schmalzig-schleimig“, sowie die „knödlige Singweise“ unangenehm. Weiter heißt es: „Aus allen guten und modernen Musicals würde dieser absolut übertriebene und theatralische Schmachtfetzen sofort rausgestrichen werden“. Felix Bayer vom Spiegel schrieb, bei jedem Ton „geht es ihm um alles“. Jedoch sei das Lied „eine eher unspektakuläre Ballade“. Der Standard meinte, Here I Stand erfülle die „Klischeevorstellung eines Disney-Songs“. Ähnlich schrieb die Keystone-SDA von einem „hochdramatischen Schmachfetzen und Musical-Ballade im Disney-Stil“. Laut der FAZ sei Here I Stand „wenig eindrucksvoll“. Es sei klar gewesen, dass es für das Finale des ESC nicht reichte. Dadurch, dass der Titel geschrieben wurde, nachdem der große Traum des Sängers geplatzt sei, konnte er seine zweite Chance nicht erneut nutzen.